# Howard Ryshpan
Pour les articles homonymes, voir Ryshpan.
Howard Ryshpan (né le 5 décembre 1932  à New York, aux États-Unis) (fils de Reuben Ryshpan (1887-1977) et de Cecilia Nathanson) est un acteur canadien anglophone de radio, de cinéma, de télévision et de théâtre. Il a aussi enseigné le théâtre. Il a été metteur en scène de nombreuses pièces de théâtre notamment dans le cadre de festivals.
Son père est né en Pologne de parents d'origine hongroise, étant arrivé au Connecticut à 9 ans. Sa mère qui est née à Ottawa était musicienne et professeur de musique successivement à Ottawa, Toronto et New York. Ses parents déménagèrent de New York à Montréal en 1934. Howard Ryshpan a étudié à la Strathcona Christian Academy à Outremont, jusqu'en 9e année (jusqu'en 1947); un an à l'École technique de Montréal (1947-48), dirigée par les jésuites de la rue Sherbrooke; et trois ans au Bishop's College (1948-1951). En juin 1951, Howard reçut son certificat d'études du Bishop's College School (B.C.S.) de Lennoxville, au Québec. Après avoir fréquenté le Collège Bishop, Howard a été étudiant de septembre 1951 à avril 1952 au baccalauréat ès arts à l'Université Sir Georges William (qui a fusionné avec l'Université Loyola en 1974) à Montréal.
Son père Reuben voulait qu'il reprenne l'entreprise familiale de textile à Montréal; cette usine qui produisait des vêtements pour femmes et enfants était située sur Dowd Street. Cette compagnie par actions ("Advance Scarf Mfg. Co., Limited") de Montréal appartenait depuis 1935 à son père Reuben et à son oncle Meyer ; cette dernière était également peintre, graveur et aquarelliste. Howard a commencé à y travailler à l'âge de 9 ans pendant les vacances scolaires ; il liait les paquets de linge pour l'expédition. Mais Howard a préféré commencer une carrière dans les arts du spectacle. Le théâtre était un rêve pour lui. À l'été 1948, Howard est animateur dans un camp d'été des Laurentides. Puis il travaille brièvement dans l'usine textile de son père.
Il épousa Virginia Rae Burns le 23 novembre 1956 à Montréal. Le couple a navigué le lendemain matin sur le RMS Ivernia pour une traversée de l'Océan Atlantique, de Montréal à la ville du Le Havre, France.
Howard Ryshpan vit en semi-retraite depuis 2009 sur une ferme dans la municipalité de Bristol dans la région de Pontiac, au Québec, au Canada.

## Biographie

### Carrière professionnelle dans le théâtre
Prestations théâtrales d'étudiant
Howard Ryshpan a été un acteur dans la pièce The Tempes de William Shakespeare présentée en février 1949 par l'équipe de production Player's Club du Bishop's College School (B.C.S.), où il était étudiant.
Howard a joué le rôle d'enseignant de ballets russes dans la pièce comique You can't take it with you au B.C.S. Players' Club les 6 et 7 février 1950. Le scénario est axé sur une famille Sycamore de New York qui croit en la philosophie de vivre maintenant plutôt que d'essayer de gagner beaucoup d'argent, car "vous ne pouvez pas l'emporter avec vous".
Pour l'année scolaire 1950-51 au B.C.S., Howard a personnalisé dans une pièce le rôle d'un évêque, avec une excellente synchronisation, les bons gestes et démontrant un bon contrôle.
Le 1er décembre 1950, Howard Ryshpan était un participant du concours d'humour Philip King's farce, See How They Run au Bishop's College School. Ce concours était organisé par le Player's Club sous la direction de Lewis Evans et mis en scène par le directeur de l'école Ronald Owen.
Prestations théâtrales en carrière d'artiste
Howard Ryshpan a joué comme acteur au sein de la troupe professionnelle Canadian Players au théâtre Gesù de Montréal, notamment:
- jusqu’au 18 juillet 1953, dans la pièce French Without Tears écrite par Terence Rattigan[8]. Il s’agit de l’histoire d’une bande de garçons qui se préparent à la diplomatie tout en apprenant le français, et qui sont troublés par l’apparition d’une jeune femme (légère). Dans un chassé-croisé classique sur scène, les acteurs Victor Knight, Ion Dobbie et Howard Ryshpan se battent pour conquérir le cœur de la jeune femme personnifiée par Jeanine Beaubien;
- à l’automne 1953, dans la pièce Light up the Sky, une comédie de Moss Hart[9].

Howard a été l'un des interprètes dans la pièce A Sleep Of Prisoners de Christopher Fry présentée le 3 mars 1954 à l'auditorium Van Horne par les Everyman Players au Festival Dramatique de l'Ouest du Québec. Le juge des concours a relevé que la production des Everyman Players était de très haute qualité et que les quatre interprètes (Griffith Brewer, John Hempstead, Howard Ryshpan et Victor Knights) avaient établi adéquatement l'atmosphère du drame de Fry, qui prend place dans une église transformée en camp de prisonniers.
En janvier 1956, Howard Ryshpan a joué au Y.M.H.A. dans la pièce Ring round the moon en tenant le double rôle de Hugo, cœur sec et enfant gâté et de son sensible frère jumeau Frédéric, passant avec souplesse à l'un et l'autre des personnages.
Howard Ryshpan a joué dans une troupe de 20 comédiens anglophone du 14 au 24 mars 1956, dans la pièce The Trial (Français: Le procès) présentée au Gesù par le Théâtre du Nouveau Monde (créé en 1954).
Howard Ryshpan a joué dans diverses pièces au Théâtre International de Montréal dans l’édifice La Poudrière, au Vieux-Port de Montréal, notamment:
- le rôle principal de David, dans la pièce de théâtre Write me a murder, écrite par Frederick Knott, qui a été joué, à partir du 22 juillet 1963[13];
- un rôle de régisseur vers l’été 1963 pour la pièce de théâtre Romanoff and Juliet, écrite en 1956 par Peter Ustinov;
- un rôle dans la pièce de théâtre The Rattle of a Simple Man en trois actes courts, écrite par Charles Dyer, présentée en avril 1965[14] et en reprise à partir du 9 février 1966. L'action de la pièce se déroule au Manoir Rodingham, situé à environ deux heures de Londres.

Du 10 au 19 avril 1965, Howard a fait la mise en scène de la pièce de théâtre bilingue "Le Grand Grand Château" pour enfants au Petit Théâtre de la Place Ville Marie. Il s'agit d'un conte de la Mère l'Oie.
À l’été 1965, Howard Ryshpan a joué avec Joan Stuart dans la pièce de théâtre The Tiger, écrite par Murray Schisgal, produite par le Montreal Instant Theatre pour Piggery Playhouse Guild inc au "The Piggery-Summer Theatre" de North Hatley, inauguré le 2 août 1965. Cette pièce sera représentée le 21 oct. 1965 à l'Institut Canadien, au Cercle des Femmes canadiennes. Le journaliste Claude Daigneault a commenté la pièce: "Howard Ryshpan, dans le rôle de "Tiger" s'est montré versatile. Une diction épatante, une mimique impayable, il connaît bien des tours pour mettre en valeur l'humour d'un texte."
Ryshpan a été responsable de la distribution de la pièce Fam and Yam, une courte pièce d'Edward Albee présentée le 17 janvier 1966 à L'Instant Theatre, dirigé par Mary Morter. Il s'agit de la rencontre d'un dramaturge célèbre, Fam, et d'un jeune auteur dramatique, Yam. Ce dernier fait plutôt une interview biaisées en livrant ses opinions et en narguant les propriétaires de théâtres.
En mai 1966, il dirigeait deux pièces pour le nouveau Théâtre Baril à Montréal.
La pièce Bird in the Box de Maxime Fleischman a démarré le Festival régional d'art dramatique de 1967. Cette pièce en trois actes (représentant chacun l'Espoir, l'Illusion et la Vérité) mise-en-scène par Howard Ryshpan se déroule dans un décor de suite d’hôtel de Manhattan; elle met en présences des gens associés de près ou de loin à Broadway,,.
En novembre 1967, il avait été le metteur en scène de la pièce The day it rained forever de Ray Bradbury et jouait le rôle de Mr Fremley. Cette pièce a été présentée au Théâtre de la Place (Place Ville-Marie).
Howard a été l'un des 10 interprètes d'une série de trois pièces présentées à l'Université de Waterloo le 5 oct. 1968 par l'Instant Theatre de Montréal dans le cadre du Festival The Arts in the Pepsi-Generation, organisé par les étudiants de cette institution. Ces trois pièces sont "Land Before Time" de Charles Cohen, This is The Rill Speaking de Lanford Wilson et Revue Time de Harold Pinter et N. Simpson.
En 1969, Howard Ryshpan a dirigé la production de la troupe The Playmakers de Corner Brook au festival d'art dramatique de Saint-Jean à Terre-Neuve. Il a été choisi comme étant le meilleur metteur en scène du festival et a remporté un prix pour avoir dirigé la meilleure pièce Live Like Pigs écrite par John Arden. Cette troupe a représenté les provinces maritimes au Festival national d'art dramatique, du 19 au 24 mai, à Kelowna, en Colombie-Britannique.
Le 4 mai 1969, Howard interprète des extraits d'ouvrages de Franz Kafka, dans un programme spécial au Centre Saidye Bronfman de Montréal.

### Enseignement du théâtre aux collèges Loyola et Dawson
Howard Ryshpan a enseigné le théâtre à Montréal, pendant un an au collège Loyola jusqu’à sa fusion 1974 avec l’université Concordia. Puis il a enseigné au département de théâtre du collège Dawson de Montréal de 1982 à 2002. Ce département a présenté annuellement au public des pièces théâtrales en anglais, au Dome Theatre, situé au 3990 Notre-Dame Ouest, Montréal. Les productions théâtrale en studio sont réalisées par des étudiants en 2e année ; les productions majeures sont réalisées par des étudiants (finissant) en 3e année du programme. Les pièces en anglais qui ont été mises en scène par Howard Ryshpan et présentées au Dome Theatre, sont notamment:
- 23 au 26 février 1984, We can't pay? Won't pay, de Dario Fo[29];
- 5 au 10 mars 1985, A murder has been arranged, de Emlyn Williams[30];
- 4 au 9 février 1987, The marchant of Venice (Français: Le Marchand de Venise), de William Shakespeare[31];
- 3 au 7 février 1988, As you like it  (Français: Comme il vous plaira) de William Shakespeare[32];
- 1er au 5 février 1989, The Cherry Orchard  (Français: La Cerisaie) de Anton Tchekhov[33];
- 30 janv. au 3 février 1991, Shakespeare’s Women de Libby Appel et Michael Flachmann[34];
- du 17 au 27 novembre 1993, la pièce théâtrale Fen de Caryl Churchill[35];
- en novembre 1994, la pièce The Caucasian Chalk Circle  (Français: Le Cercle de craie caucasien) de Bertolt Brecht[36].

### Carrière radio
Sa première participation à la radio fut à l'automne 1951 au CFCF de Montréal, en tant que bénévole pour l'émission jeunesse pour la saison et il réalisa de nombreuses émissions. Il a utilisé pour jouer des histoires et des histoires de cas (ex.: histoires de dragon, de princesse, de château, etc.) à la radio. Il a joué de nombreuses radios diffusées en direct.

### Carrière au cinéma
L'un de ses premiers rôles à l'écran est celui de médecin dans la production canadienne Blood Relatives (Français: Les liens de sang) qui est un film policier franco-canadien réalisé par Claude Chabrol, sorti en 1978. Le scénario consiste à une jeune fille qui se réfugie un soir dans un poste de police de Montréal couverte de sang et raconte une histoire de famille embrouillée.
Au cinéma, Howard Ryshpan a notamment été un acteur dans le rôle de Dr Dan Keloid dans le film d’horreur, intitulé Rabid (ou «Rage» en français), avec les acteurs Marilyn Chambers, Joe Silver, Patricia Gage et Susan Roman, paru au début de 1977,,,. Tourné à Montréal en 1977, le film Rage fait état de l’épidémie de rage enclenchée par l’accident de moto d’une jeune femme. En rapiéçant la victime accidentée, un chirurgien esthétique se goure dans les traitements. L’horreur du film se traduit par des scènes de sang et de morts. Des commentaires audio et une entrevue avec le directeur du film David Cronenberg sont présentés en supplément au film.
Le nom de Howard Ryshpan apparaît dans le co-casting du film Virus (film, 1980); il était assisté dans le casting par sa fille Arden Ryshpan. Le scénario du film Virus (1980) est basé sur la période après laquelle un virus a dévasté la population humaine mondiale. Les survivants vivant en Antarctique tentent finalement de trouver un moyen clinique de sauver l'humanité restante.
En 1983, Howard Ryshpan a le rôle du Docteur Katz dans le film Bonheur d'occasion dirigé par Claude Fournier. Le scénario se déroule dans les années 40, alors que le Canada participe à la Seconde Guerre mondiale. Issue d'une famille très pauvre, Florentine est en quête d'amour. Elle rencontre deux hommes appropriés: un gentil soldat issu d'une famille bonne et riche, et un ingénieur ingénieux mais égocentrique. Florentine doit choisir entre suivre son cœur ou sa raison...
Howard Ryshpan a été un acteur clé dans le film Au service de la liberté (Anglais: Varian's war) dont le scénario a été écrit par Lionel Chetwynd. Le film a été produit en 2001.
Ryshman a été narrateur du rôle de Geppetto dans le film Pinocchio le robot de dessins animés de science fiction, qui est sorti le 29 juillet 2005 et dont le réalisateur a été Daniel Robichaud, selon l'œuvre originale de Peter Svatek. Le personnage Geppetto s'avère un sculpteur sur bois bon et humble vivant dans une petite maison avec son chaton Figaro et son poisson rouge Cleo. Selon la fée bleue, Geppetto représente une forme de saint et est supposé avoir passé une majorité de sa vie à se désintéresser des autres.
Ryshpan a agi comme membre de la galerie dans le film Un parcours de légende (2005) (English: "The Greatest Game Ever Played"). Le scénario de ce film se passe lors du 1913 US Open, où Francis Ouimet, 20 ans, joue au golf contre son idole, Englishman Harry Vardon, champion du 1900 US Open.

### Télévision (émissions et séries)
La première apparition de Howard Ryshpan à la télévision est en 1955 dans la première épisode du téléfilm Montserrat.
En 1956, il a participé à la première épisode The Trial de la série dramatique Folio dans le rôle de Franz (un gardien).
En 1958, Ryshpan a participé à la première épisode de la série télévisée General Motors Presents dans le personnage de Robert Thibodeau. Cette même année, il a aussi participé à la première épisode de la télésérie A Midsummer Theatre.
En 1962, Howard a participé à la première épisode de la série télévisée Shoestring Theatre qui a existé de 1959 à 1963.
Le 21 décembre 1974, Howard Ryshpan avait le rôle du père et Myriam Breitman de la mère, dans l'émission Raisins and Almonds. Le scénario consiste à l'histoire d'une jeune fille juive et son expérience dans une petite ville protestante des années 20 dans les Prairies canadiennes.
En décembre 1975, Howard était acteur dans le rôle de Chief Rat dans l'émission Nic and Pic and the imposters; alors que sa fille Arden Ryshpan tenait le rôle de Grey Rat. Dans le scénario, le professeur Migraine (acteur: Peter Macneil) confie à Nic et Pic la délicate mission de veiller à sa dernière invention. Deux rats déguisés en Nic et Pic tentent de voler la machine secrète et photographier les plans.
Rysphpan été narrateur dans le rôle de Nono dans les quatre épisodes de la série télévisée Ulysse 31 paru en 1981.
Howard Ryshpan est bien connu pour avoir prêté sa voix au personnage de « Mendoza » dans la version anglophone de Les Mystérieuses Cités d'or (série télévisée d'animation, 1982), diffusée sur Nickelodeon au début et au milieu des années 1980. Il s'agit d'une série télévisée d’animation franco-nippo-luxembourgeoise en 39 épisodes de 28 minutes, dont les cinq dernières épisodes ont été enregistrées en 1983. Il a également été directeur vocal de l'émission.
Ryshpan a exercé le rôle d'obstétricien dans la première épisode de la série télévisée dramatique Evergreen (1985) parue le 24 février 1985 aux États-Unis. Cette série en trois épisodes a été écrite par Jerome Kass et Belva Plain.
Son dernier rôle remonte à 2005, également en tant que médecin, dans la production Une année dans la mort de Jack Richards.
Howard Ryshpan est l'acteur vocal derrière Fritz Langley dans la série télévisée "Arthur". Le personnage de Fritz Langley est un rongeur masculin; il est l'ancien gardien des jardins communautaires de Redwood City. Ryshpan a participé à quatre épisodes, respectivement en 2004 (Buster's Green Thumb/My Fair Tommy), 2009 (Home Sweet Home/Do You Believe in Magic), 2010 (Buster's Garden of Grief/Through the Looking Glasses) et 2017 (The Master Builders).

## Développement d’un logiciel de doublage et de postsynchronisation
Dès 1999, Howard Ryshpan et sa conjointe Jocelyne Côté (spécialiste en informatique) ont grandement innové les méthodes de doublage et de postsynchronisation au cinéma et à la télévision grâce à la mise au point de la suite logicielle DubStudio. Cette application informatique fonctionnant sous Microsoft Windows, entièrement développée au Québec, permettait de synchroniser la voix du doubleur d’un film ou d’une émission avec le mouvement labial de l’acteur qu’il double.
Selon la technique de Dub Studio, l’image étant numérisée, le système reconnaît les changements de plans et les identifie sur la bande avec indication visuelle du code temporel. Grâce à la reconnaissance vocale, le système écoute le dialogue et positionne le texte à l’endroit approprié sur la bande.
Cette nouvelle technique facilitait l’adaptation d’un film ou d’une émission en langue étrangère,,,. Pour développer et commercialiser ce nouveau logiciel, le couple Ryshpan-Côté a lancé la société par actions Ryshco media inc. Dub Studio intégrait un engin de reconnaissance vocale développé par le Centre de recherche en informatique de Montréal (CRIM), en étroite collaboration avec les concepteurs de Dub Studio, pour les besoins de la post-synchronisation.